# Страцимир Петков
Страцимир Веселинов Петков е български политик, кмет на Ловеч от 2023 г., издигнат от местна коалиция „Има такъв народ“ – „Български възход“. Десет години преди това е бил общински съветник от БСП в Ловеч. Той е президент е на „Ротари клуб“ в Ловеч, съосновател и председател на фондация „За Ловешката езикова“. Членува в Сдружението на заведенията „Стратеш“ в Ловеч и е основател на PETKOFFEST в Ловеч.

## Биография
Роден е на 22 септември 1972 г. в град Ловеч, Народна република България. Завършва Профилираната езикова гимназия „Екзарх Йосиф I“ в родния си град, с профил английски език. Придобива магистърска степен по счетоводна отчетност в Стопанска академия „Димитър А. Ценов“. В продължение на 30 години развива различен вид малък бизнес в града.

### Политическа дейност
На местните избори през 2023 г. е кандидат за кмет от местна коалиция „Има такъв народ“ – „Български възход“ на община Ловеч. На проведения първи тур получава 8288 гласа (или 19,44%) и се явява на балотаж с втората след него Валентина Недялкова от ГЕРБ, която получава 5096 гласа (или 30,10%). На провелия се втори тур е избран за кмет, като получава 7425 гласа (или 51,76%).